# Astiphromma splenium
Astiphromma splenium là một loài tò vò trong họ Ichneumonidae.